# San Diego (rivier)
De San Diego (Engels: San Diego River) is een 84 kilometer lange rivier in de Amerikaanse staat Californië, in San Diego. De rivier ontspringt ten noordwesten van Julian in de Cuyamaca Mountains en eindigt bij Mission Bay bij San Diego in de Stille Oceaan. De rivier stroomt door het El Capitan stuwmeer en langs de plaats Santee. Tussen 1820 en 1877 was de monding van de rivier in de Baai van San Diego.

## Zijrivieren
- Boulder Creek
- Cedar Creek
- Chocolate Creek
- Conejos Creek
- Forester Creek
- Los Coches Creek
- San Vicente Creek